# Ingeborg-Maria von Werthern

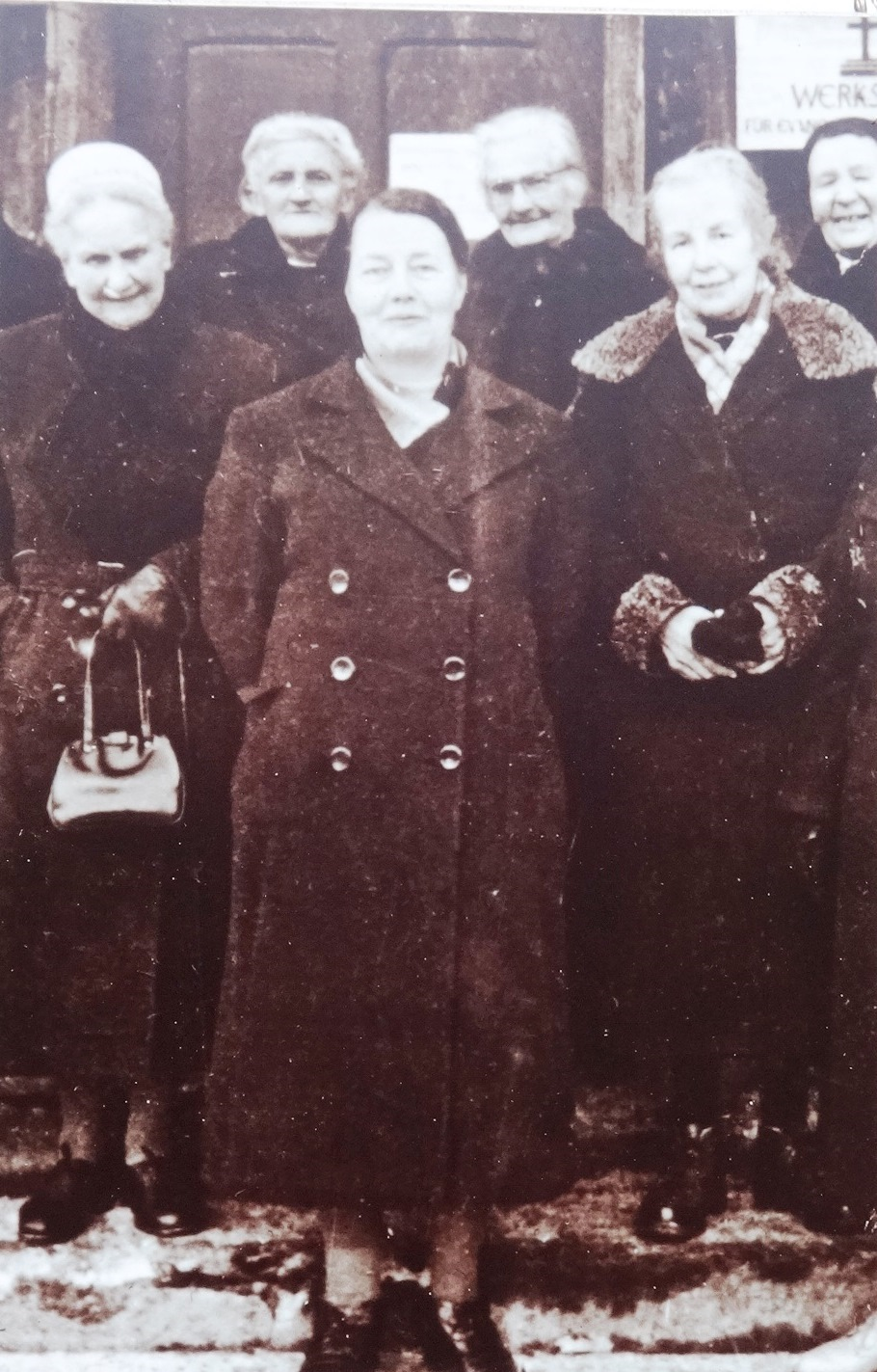
Ingeborg-Maria Freiin von Werthern (Mitte) mit Stiftsdamen

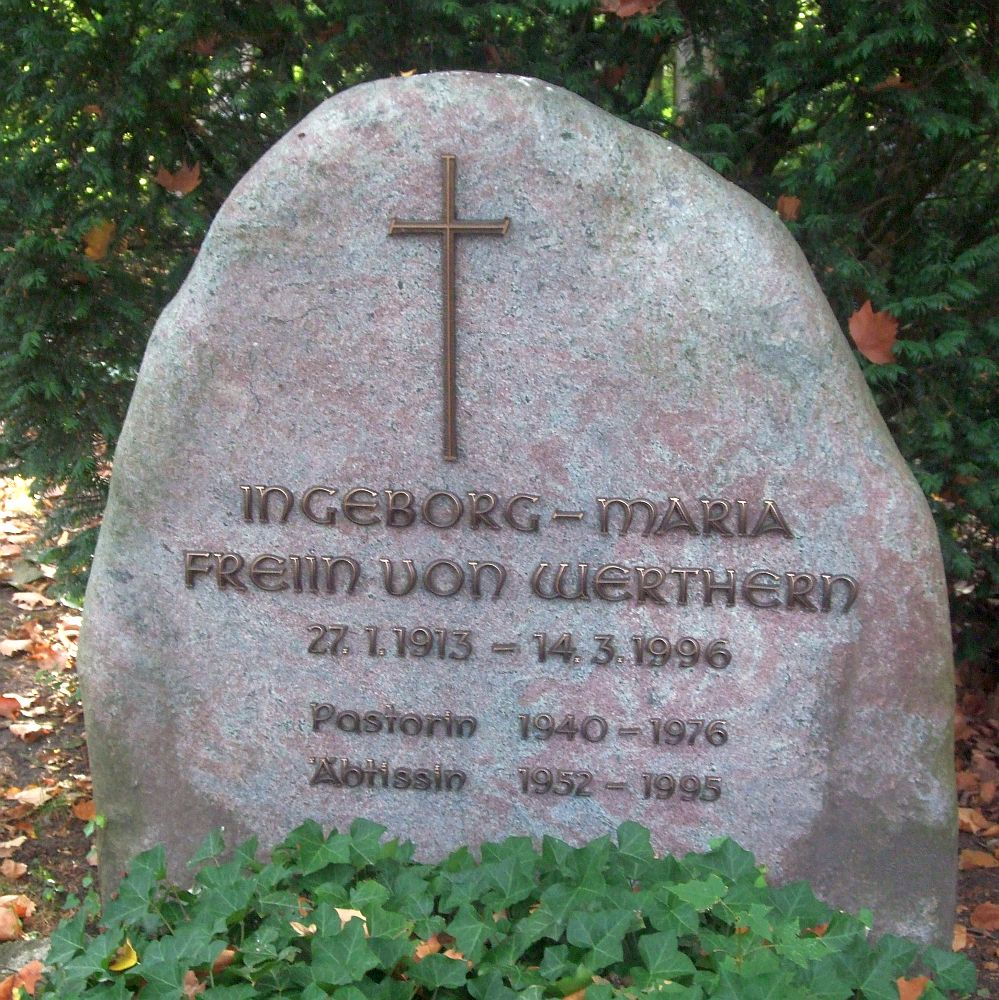
Grab auf dem Friedhof des Klosterstifts

Ingeborg-Maria Gabriele Wilhelma Freiin von Werthern (* 27. Januar 1913 in Kassel; † 14. März 1996 in Kloster Stift zum Heiligengrabe) war von 1952 bis 1995 Äbtissin des evangelischen Damenstifts Heiligengrabe.

## Leben
Ingeborg-Maria Freiin von Werthern war die Tochter des preußischen Offiziers Willibald Freiherr von Werthern, zuletzt Oberst. Ihre Mutter war Stephanie Schierholz aus Plaue in Thüringen, deren Vater wiederum war Teil des nicht nobilitierten Familienteils der Schierholz und teils Mitinhaber der bekannten Porzellanmanufactur Plaue.
1931 trat Ingeborg-Maria in die NSDAP ein. Im Jahr 1933 nahm sie ein Studium der Evangelischen Theologie auf und absolvierte 1938 und 1940 ihre Examina. Sie wurde Mitglied der Deutschen Adelsgenossenschaft. Anschließend war sie als Vikarin anstelle des zum Wehrdienst eingezogenen Pfarrers Egon Brendemühl in Techow (heute ein Gemeindeteil von Heiligengrabe) tätig. 1945 übernahm sie die Pfarrstelle offiziell. Sie blieb bis zur Pensionierung Pfarrerin.
Das Ende des Zweiten Weltkrieges erlebte v. Werthern im Kloster Heiligengrabe. 1946 trat sie dafür ein, dass der Friedenshort, eine von Eva von Tiele-Winckler gegründete Diakonissenschwesternschaft aus Oberschlesien, in das Kloster eintreten durfte. 1952 wurde sie Äbtissin des Klosters. In der Zeit der Deutschen Demokratischen Republik setzte sie sich dafür ein, dass das Kloster ein Ort der christlichen Begegnung wurde. Sie gab das Amt der Äbtissin 1995 auf und starb im Jahr darauf im Alter von 83 Jahren. Ihr Grab befindet sich auf dem Stiftsfriedhof in Heiligengrabe.
Sie hatte noch eine jüngere Schwester Stefanie. Der Generalleutnant Georg-Thilo Freiherr von Werthern (1892 – 1961) war ihr Onkel.

## Ehrungen
- Bundesverdienstkreuz 1. Klasse (30. September 1993)[3]

## Genealogie
- Gothaisches Genealogisches Taschenbuch der Freiherrlichen Häuser. 1942 Teil A (Uradel). Zugleich Adelsmatrikel der Deutsche Adelsgenossenschaft, 92. Jahrgang, Justus Perthes, Gotha November 1941, S. 615–616.
- Walter von Hueck, Klaus von Andrian-Werburg et al.: Genealogisches Handbuch der Freiherrlichen Häuser, Band XV, Band 96 der Gesamtreihe GHdA, Hrsg. Deutsches Adelsarchiv, C. A. Starke, Limburg an der Lahn 1989, S. 497.